# Basima
Basima (arab. بسيمة) – miejscowość w Syrii, w muhafazie Damaszek. W 2004 roku liczyła 2812 mieszkańców.